# Moon Hop
Moon Hop est un groupe de ska bordelais. Le groupe s'est formé en septembre 1996. Influencé par des groupes tels que Madness, the Specials, ou encore le chanteur Derrick Morgan, leur musique est teintée de  jazz, rocksteady, calypso, mambo ...  En mai 2000, le groupe rejoint "Le Local".

## Membres du groupe
- Olivier, claviers
- Farzad, guitare
- Jérémy, trombone
- Marianne, chant
- Victor, guitare basse
- Guillaume, batterie
- Vincent, saxophone ténor
- Yann, trompette

## Discographie
- Rockets to New Highs, Banana juice, octobre 2002
- Welcome Back to the Moon, Patate records, janvier 2006
- The Return to Tokyo, mars 2006

## Site internet
- site officiel